# مالاکیت سفید
مالاکیت سفید (نام علمی: Chlorolestes umbratus) نام یک گونه از سرده مالاکیت‌ها است.